# Жак Рів'єр (хокеїст на траві)
Жак Рів'єр (фр. Jacques Rivière,  — ) — французький хокеїст на траві. Грав за клуб «Расінг» з Парижа.
Увійшов до складу збірної Франції на літніх Олімпійських іграх 1928 в Амстердамі, де вона поділила 5-6-те місця. Грав у полі, зіграв 3 матчі і забив 1 гол у ворота збірної Іспанії.